# Valenciano apitxat

Distribución del apitxat

El valenciano apitxat o central es un subdialecto del valenciano que se habla en las comarcas del Campo de Murviedro, Huerta de Valencia, el Campo de Turia y la mayor parte de la Ribera Alta y en La Costera. En esta última subsiste un núcleo no apitxat en Catadau y Alfarp (provincia de Valencia).
Aunque influido por el castellano, conserva ciertas características antiguas que se han perdido en el resto de los dialectos.

## Consideraciones previas
La mayoría de los autores han afirmado que este dialecto ha incorporado una serie de características lingüísticas asociadas al desarrollo de la fonética del castellano aragonés, muy presente desde la fundación del Reino de Valencia, especialmente en la zona de la capital valenciana. A pesar de ello, el apitxat no debería considerarse un dialecto empobrecido o de menos valor, ya que conserva muchas características del valenciano clásico que se han perdido en el resto de los dialectos del valenciano, como el paradigma completo del pretérito perfecto simple (aní, anares, anà) o la pronunciación clara de los grupos consonánticos -lt (/molt/), -nt (/tant/) y -mp (/camp/). 
Cabe tener en cuenta que el término apitxat solo implica la inexistencia de dos fonemas, ni /z/ ni /dʒ/. Diversos autores (P. Barnils, À. López, D. Recasens, J. Colomina) han aportado evidencia de que el ensordecimiento de las sibilantes no es una interferencia castellano-aragonesa, sino un proceso interno que, de hecho, no es exclusivo de este dialecto, sino que también ha afectado al catalán barceloní en posición intervocálica (barc. metxa, fetxa por metge y fetge).

## Características

##### Fonética
- El nombre apitxat alude al ensordecimiento de las alveolares y palatales sonoras, como en casa (casa), tretze (trece) y metge (médico) ['kasa, 'tretse, 'metʃe][2]
- El área del apitxat suele coincidir con la de la neutralización de «b» y «v» en /b/ (betacismo).
- Es peculiar el refuerzo vocálico de las posiciones finales, de tal forma que las palabras nit, crec y prop se articulan con una vocal final breve de tipo central ([ĕ]) y sigue una geminación de la consonante nit > ['nittĕ], crec > ['krekkĕ], prop > ['prɔppĕ].
- En la actualidad se observa el avance de diversas tendencias fonéticas, en concreto del yeísmo que hace sonar y a la ll palatal lateral: llet > [jet], vall > [baj].
- En algunas zonas se aspira la /s/ implosiva, que es realizada glótica [h], siguiendo con una geminación de la consonante anterior: vesprada > [beh'ppra], has posat > ['ah poˌsat], escolta > [ah'kolta]. Esta aspiración de /s/ parece una continuación de la misma característica de las hablas castellanas de la mitad sur de la Península. En las zonas de la Huerta sur (Silla) la /s) también se aspira entre vocales: mosatros > [mo'hatros], un fenómeno poco frecuente en castellano y que parece autóctono de estas hablas.
- La d situada entre la vocal a y otra vocal frecuentemente se hace muda: cadira > caira, abadejo > abaejo, cremada > cremà. Esta tendencia se extiende incluso entre palabras: a dormir! > a ormir!.[3]

##### Morfología
- Se conservan las formas arcaicas del plural que mantienen la n original latina, como en hòmens ['ɔmens] (hombres) o jóvens ['tʃobens] (jóvenes). Esta característica la comparte con otros dialectos del catalán occidental, aunque en el apitxat se dé en mayor cantidad de palabras: ràvens (rábanos), orígens (orígenes), màrgens (márgenes)...
- Se conserva una forma arcaica de plural también en la palabra reixos, plural de reix (rey) derivada del latín rex y que conserva aún la x original, aunque la forma singular ha adoptado la estándar del catalán, rei. Este plural se puede encontrar también en otras regiones de Valencia y Lérida.
- Le confiere personalidad al apitxat el hecho de que mantenga todavía, con notable vitalidad, el uso del perfecto simple: aní en vez de vaig anar (fui), mengí en vez de vaig menjar (comí), si bien en la zona de Gandía predomina el uso del tiempo compuesto. En todo caso, la primera persona del singular (aní) tiende a perder frecuencia en algunas zonas en favor del tiempo compuesto (vaig anar), conservándose mejor el resto (anares, anà, anàrem, anàreu, anaren).
- Se mantienen vivas las desinencias clásicas -am y -au de las personas primera y segunda del plural del presente de subjuntivo y del imperativo en las conjugaciones segunda y tercera (batam, digau, vullgam, etc.) que en los demás dialectos se han sustituido por las formas análogas -em y -eu (batem, digueu, vullguem, etc.).
- Igual que el valenciano septentrional y el catalán occidental y el balear, perdura el uso de los pronombres débiles en forma plena: me diuen Pep, se troba malament, te portaré ara.
- Hay tendencia a la diptongación de la o inicial átona (cuando se constituye en sílaba) en au: aulor [olor] (olor), aufegar [ofegar] (ahogar), aubrir [obrir] (abrir).
- La preposición a delante de palabras que empiezan con vocal se convierte en ad (a ell > ad ell), de forma similar al italiano o el catalán central, donde la preposición a pasa a amb, tal vez como hipercorrección de la característica anterior.
- Presenta gran cantidad de formaciones análogas al verbo: beguent/poguent > bevent/podent, veem > veguem, veent > vegent, vivint > vixquent.
- Los pronombres plenos ens (>nos) y us (<os) se confunden con se cuando funcionan como reflexivos: se rentem (en vez de mos rentem), s'estudieu (en vez de vos estudieu).